# Bernhard Staudinger
Bernhard Staudinger (* 2. November 1993) ist ein österreichischer Fußballtorwart.

## Karriere
Staudinger begann seine Karriere beim SV Reichraming. Zur Saison 2009/10 wechselte er zum siebtklassigen SV Losenstein. Im Jänner 2013 wechselte er zum sechstklassigen USV St. Ulrich.
Nach eineinhalb Jahren bei St. Ulrich schloss er sich zur Saison 2014/15 dem Regionalligisten SK Vorwärts Steyr an. Im März 2015 debütierte er für Steyr in der Regionalliga, als er am 20. Spieltag jener Saison gegen die SPG FC Pasching/LASK Juniors in der 89. Minute für Reinhard Großalber eingewechselt wurde. Im Juni 2016 absolvierte er gegen den SV Lafnitz sein erstes Spiel von Beginn an.
Mit Steyr stieg er 2018 in die 2. Liga auf. In der Aufstiegssaison 2017/18 kam er als Ersatztorhüter zu einem Einsatz in der Regionalliga. Nach dem Aufstieg debütierte er im Mai 2019 in der zweithöchsten Spielklasse, als er am 29. Spieltag der Saison 2018/19 gegen den SK Austria Klagenfurt in der 15. Minute für den verletzten Reinhard Großalber ins Spiel gebracht wurde. Nach insgesamt acht Jahren bei Vorwärts verließ er den Klub nach der Saison 2021/22. In seinen acht Jahren kam er zu 46 Zweitliga- und acht Regionalligaeinsätzen für die Steyrer, bei denen er zumeist als Ersatztormann fungierte. Lediglich in der Saison 2020/21 war Staudinger nach dem Karriereende von Reinhard Großalber gesetzt, zur Saison 2021/22 wurde er dann aber wieder von Thomas Turner abgelöst.
Nach seinem Abgang aus Steyr wechselte Staudinger zur Saison 2022/23 nach Niederösterreich zum fünftklassigen UFC St. Peter/Au.